# Carbonium
Un ion carbonium est un carbocation dont l'atome de carbone portant la charge électrique est tétra- ou pentacoordonné, de type R5C+.
De tels cations organiques se forment par exemple sous l'action de superacides tels que l'acide fluoroantimonique HSbF6 ou « l'acide magique » HSFO3·SbF5.
Un ion carbonium classique est le méthanium CH5+, qu'on trouve dans le milieu interstellaire.